# ハンハルト
ハンハルト（Adolf Hanhart GmbH & Co KG ）はドイツの時計メーカーである。現在は主にクロノグラフとストップウオッチを作っている。中でもクロノグラフは、リセットボタンが赤く塗られた「レッドプッシャー」が特徴。日本では株式会社ホッタインターナショナル、リンクアップ株式会社と変遷し、現在は株式会社ムラキが輸入総代理店となっている。

## 歴史
ハンハルトは1882年にスイスのディースゼンホーフェン（Diessenhofen）でヨハン・A・ハンハルトにより懐中時計メーカーとして創設された。1904年に南ドイツのフィリンゲン＝シュヴェニンゲン（Villingen-Schwenningen）に移転。1924年に息子のヴィルヘルム・ユリウス・ハンハルトが史上初の安価なストップウオッチの生産を開始する。1934年に製造部門をギューテンバッハ（Gütenbach）に移転。
1938年に同社初の腕時計にして代表的モデルであるワンプッシュクロノグラフ（後のプリムス）を発表、1939年にパイロット用クロノグラフ2機種、タキテレとレプリカを発表。タキテレはタキメーターを搭載していたため、ドイツ海軍の砲兵部隊で絶大な人気を得るも、1943年に戦争中の混乱と資材不足から時計の製造を中止する。
1948年にスイスで生産を再開、レプリカはドイツ空軍とフランス空軍、タキテレはドイツ海軍で採用され、さらに医者や事務職のためのクロノグラフとしてアドミラルを発表する。1962年に競争激化と国軍の納入業者から外れたことにより、時計製造から撤退しストップウォッチ製造専業となる。
1997年にETAムーブメントを使用したレプリカとタキテレを再生産して時計製造に復帰し、2008年には再びディースゼンホーフェンに本社を移転。現在に至る。

## 主なモデル
- 腕時計
  - クロノグラフ
    - ADMIRAL
    - PRIMUS　(ワンボタンのクロノグラフ)
    - PIONEER CALIBER II　(戦中のレプリカの復刻モデル)
    - GOLD CHRONOGRAPH
    - PIONEER RED X
    - TACHY TELE　(戦中のタキテレの復刻モデル)
    - SIRIUS
    - DORNIER BY HANHART　(ドルニエ社とのコラボモデル)
    - PIONEER 417ES 1954

  - HANHART M39
  - MINOS
  - POSEIDON

- ストップウォッチ
  - DOUBLE TIMER CLASSIC
  - ADDITION DOUBLE TIMER
  - DOUBLE TIMER
  - SOCCER TIMER　(サッカー用ストップウォッチ)

- 懐中時計
  - DASHBOARD CLOCK　(DOUBLE TIMERと同じデザインの懐中時計)